# Сан-Дам'яно-аль-Колле
Сан-Дам'яно-аль-Колле (італ. San Damiano al Colle) — муніципалітет в Італії, у регіоні Ломбардія,  провінція Павія.
Сан-Дам'яно-аль-Колле розташований на відстані близько 440 км на північний захід від Рима, 50 км на південь від Мілана, 21 км на південний схід від Павії.
Населення — 674 особи (2014).

## Демографія
Населення за роками:

Станом на 1 січня 2023 року в муніципалітеті офіційно проживали 62 іноземці з 9 країн, серед них 32 громадяни країн Євросоюзу та 9 громадян України.

## Сусідні муніципалітети
- Бознаско
- Кастель-Сан-Джованні
- Монту-Беккарія
- Ровескала